# アレックス・ポンペス

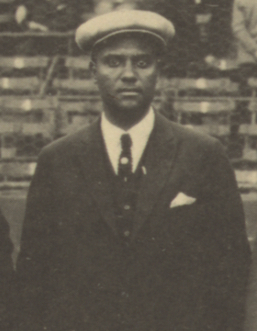
アレックス・ポンペス（1924年）

アレックス・ポンペス（Alejandro "Alex" Pompez, 1890年5月3日 - 1974年3月14日）は、アメリカ合衆国のニグロリーグの元球団経営者。キューバのハバナ生まれ。後に国際的なスカウトとして活躍し、1950年代以降のカリブやラテンアメリカ系選手のメジャーリーグ参入に功績を上げた。

## 来歴・人物
キューバ移民の出身で資産家でもあったポンペスは、1916年頃からキューバン・スターズを所有しチームを運営していた。1920年代になってキューバン・スターズはニグロ・ナショナル・リーグに加盟し、ポンペス自身もニグロ・ナショナル・リーグの副議長を務めていた。その後イースタン・カラード・リーグが創設されると、ポンペスは1924年に初めて行われたニグロ・ワールドシリーズの開催に尽力した。1930年代になってキューバン・スターズは一時期解散したが、ポンペスは1935年に新たにニューヨーク・キューバンズを組織し、チームはマーティン・ディーゴの活躍などでこの年の後期シリーズを制する。
1936年ポンペスはある事件を起こす。この頃の他のニグロリーグのオーナーがそうであったように、ポンペスも当時ニューヨークの有名なギャング、ダッチ・シュルツの組織の重要なメンバーの一人で、ニューヨークの地方検事トーマス・E・デューイに目を付けられていた。この年、連邦大陪審からナンバーズ賭博への関与を告発され、逮捕を恐れたポンペスはニューヨークから失踪、メキシコへ逃亡する。結局メキシコの当局にポンペスは逮捕されるが、メキシコ当局はデューイへの身柄の引渡しを拒否した。最終的にポンペスは、事件に関して検察側の証人となることを決意し、再びアメリカに戻ってくることになる。
ポンペスは1938年にニグロ・ナショナル・リーグの運営に復帰、所有していたキューバンズは1941年にリーグを制覇、1947年にはニグロ・ワールドシリーズを制した。翌年、キューバン・ジャイアンツはメジャーリーグのニューヨーク・ジャイアンツの傘下に入る。ポンペスはニューヨーク・ジャイアンツの国際スカウトとなり、後に野球殿堂入りしたフアン・マリシャルやオーランド・セペタなどのラテンアメリカ系選手のメジャーリーグ入りを促した。
1971年からはアメリカ野球殿堂のニグロリーグ特別委員会の委員を勤めている。ポンペスのニグロリーグでの経験は、1970年代のニグロリーグ選手の野球殿堂入り選考に大いに生かされたという。1974年にニューヨークで死去。2006年にニグロリーグ特別委員会によりアメリカ野球殿堂入り。